# Lesley Ugochukwu
Lesley Chimuanya Ugochukwu (* 26. März 2004 in Rennes) ist ein französisch-nigerianischer Fußballspieler, der aktuell beim FC Burnley unter Vertrag steht.

## Karriere

### Verein
Ugochukwu begann seine fußballerische Karriere bei ASPTT Rennes, ehe er 2011 zu CPB Nord Ouest Foot wechselte. 2012 unterschrieb er in der Jugendakademie von Stade Rennes. In der Saison 2019/20 spielte er bereits einmal in der UEFA Youth League. Am 25. April 2021 debütierte er gegen den FCO Dijon in der Ligue 1, nachdem er bei einem 5:1-Sieg kurz vor Spielende für Steven Nzonzi ins Spiel kam. In der gesamten Saison 2020/21 spielte er drei Erstligaspiele (einmal in der Startelf) und stand zudem dreimal im Spieltagskader der Champions League. Anschließend verlängerte er seinen Profivertrag bis 2024. In der folgenden Saison kam er dann regelmäßig zum Einsatz und konnte am 17. Spieltag beim 5:0-Auswärtssieg gegen AS Saint-Étienne (5:0) sein erstes Profitor erzielen. Auch kam er in dieser Zeit zu seinen ersten Einsätzen in der UEFA Europa Conference League.
Zur Saison 2023/24 wechselte er in die Premier League zum FC Chelsea und unterschrieb dort einen Vertrag bis 2030. Sein Premier-League-Debüt gab er direkt am ersten Spieltag nach später Einwechslung bei einem 1:1-Unentschieden gegen den FC Liverpool. In der gesamten Spielzeit 2023/24 spielte Ugochukwu zwölfmal, wobei er Mitte der Saison lange aufgrund einer Oberschenkelverletzung ausfiel.
Kurz vor dem Beginn der Saison 2024/25 wechselte Ugochukwu für ein Jahr auf Leihbasis zum Ligakonkurrenten FC Southampton. Bereits in der Folgesaison verpflichtete der Premier-League-Aufsteiger FC Burnley Ugochukwu fest für fünf Jahre.

### Nationalmannschaft
Der Mittelfeldspieler spielte von 2021 bis 2023 neun Spiele für die französische U18-Nationalmannschaft und erzielte dabei einen Treffer. Für die U19-Junioren kam er in dem Zeitraum ebenfalls zu neun Einsätzen, wobei er zweimal traf. Seit September 2023 repräsentiert er sein Geburtsland zudem in der U21-Auswahl, wo er im Jahr 2023 Stammspieler war.